# Tine Van Rompuy

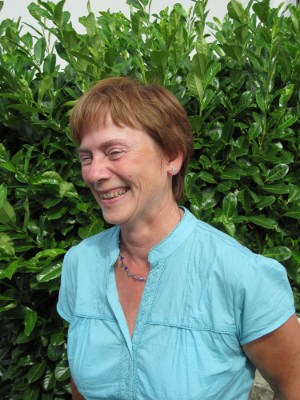
Tine Van Rompuy, 2009

Christine Francine Wilhelmina (Tine) Van Rompuy (* 28. August 1955 in Leuven) ist eine belgische Gewerkschafterin und Politikerin der PVDA.

## Leben
Sie wuchs in einer Familie mit drei Geschwistern auf, zwei Brüdern, Herman Van Rompuy und Eric Van Rompuy, und einer Schwester. 1977 erhielt sie ihr Diplom als Krankenschwester für Psychiatrie.
Tine Van Rompuy ist verheiratet und hat drei Töchter.

## Berufliche und politische Laufbahn
Von 1977 bis 1995 arbeitete sie als psychiatrische Krankenschwester im Psycho-Sozialen Zentrum der Broeders van Liefde in Leuven und von 1995 bis 2004 war sie psychiatrische Krankenschwester im Universitätsklinikum (UZ) Leuven „Pellenberg“. Seit 2004 ist sie Pflegedienstleiterin beim Dienst Zentrale Patientenbeförderung des UZ Leuven „Gasthuisberg“. Hier ist sie als Gewerkschafterin der Christlichen Angestelltengewerkschaft LBC-NVK Mitglied des Personalrats und des Komitees für Arbeitsschutz. Außerdem ist sie aktiv in der Gewestelijke Belangengroep Ziekenhuizen Leuven (Regionalen Interessengemeinschaft Krankenhäuser Leuven) und der Nationalen Interessengemeinschaft Krankenhäuser. Schließlich ist sie auch Mitglied des Ortsvorstandes Leuven ihrer Gewerkschaft LBC-NVK.
Bei den Europawahlen 2009 trat sie für die kommunistische Arbeiterpartei PTB+ an und nahm den dritten Platz ein nach dem Parteivorsitzenden Peter Mertens und der Vorsitzenden der Gewerkschaft ACOD (Öffentlicher Dienst) Nicole Naert. Zugleich kandidierte sie für die flämischen Regionalwahlen. Bei den Parlamentswahlen 2010 belegte sie den Spitzenplatz auf der Senatsliste. 2012 kandidierte sie zu den Kommunal-, Bezirks- und Provinzratswahlen in Leuven.

### Positionen
Van Rompuy setzt sich bei der PVDA+ für das „Kiwimodell“ und für die Millionärsabgabe ein, eine Vermögenssteuer für Vermögen über 1 Million Euro. Für letztere Kampagne hat sie die Patenschaft übernommen. Als im Pflegebereich Tätige sympathisiert sie mit der PVDA-nahen Organisation Geneeskunde voor het Volk (Medizin für das Volk). Sie besuchte bereits zweimal auf Einladung der philippinischen Gewerkschaft The Alliance of Health Workers die Philippinen. Sie engagiert sich für die Aktivitäten von Stop the killings, einer Plattform von über 50 Organisationen, die die politischen Morde in jenem Land verurteilen.

## Medienberichte
- De Standaard:
- De Morgen: ,,,